# کازوهیرو گویا
کازوهیرو گویا (انگلیسی: Kazuhiro Goya؛ زادهٔ ۲۱ آوریل ۱۹۹۳) بازیکن راگبی ۷ نفره اهل ژاپن است.